# Гонтар Костянтин Олександрович
Костянти́н Олекса́ндрович Го́нтар (19 лютого 1930, село Шипувате, тепер Великобурлуцький район, Харківська область, Українська РСР, СРСР — 15 листопада 2020) — український радянський діяч, боцман теплоходу Чорноморського морського пароплавства. Герой Соціалістичної Праці (30.05.1973). Депутат Верховної Ради УРСР 9-го скликання.

## Життєпис
Народився 19 лютого 1930 року у селі Мале Шипувате Великобурлуцького району, Харківської області, Української РСР, у селянській родині.
У 1947 році закінчив Севастопольську школу юнг Чорноморського флоту.
У 1947—1956 роках — служба у Військово-морському флоті СРСР на різних кораблях Чорноморського і Балтійського флотів.
З 1956 року — матрос, тесляр, старший матрос на кораблях «Пролетарськ», «Чорномор», «Металург Аносов», «Жан Жорес», «Іркутськ», «Красна Пресня» Чорноморського морського пароплавства. Член КПРС з 1957 року.
З 1964 року — боцман на кораблях «Ставрополь», «Бабушкін» (з 1965 року), «Капітан Кадецький» (з 1974 року) Чорноморського морського пароплавства. Отримав звання Героя Соціалістичної Праці у 1973 році за успішне виконання завдання з доставки народногосподарських товарів для Демократичної Республіки В'єтнам.
У 1976 році закінчив Херсонське морехідне училище (нині — Херсонська державна морська академія). Працював четвертим, третім, другим помічником капітана на різних кораблях Чорноморського морського пароплавства.
Потім — на пенсії у місті Одесі. Помер 15 листопада 2020 року.

## Нагороди та почесні звання
- Герой Соціалістичної Праці (30.05.1973)
- орден Леніна (30.05.1973)
- орден Трудового Червоного Прапора